# Diagnose (examen vétérinaire)
Pour la description scientifique, voir Diagnose.
La diagnose est un examen morphologique réalisé par un vétérinaire qui permet de déterminer si le chien examiné relève d'une des catégories particulières de chien dits « dangereux » en France.

## Principe
La diagnose se base uniquement sur les caractéristiques morphologiques présentées par des individus adultes et l'appartenance des chiens à un livre des origines français (LOF) ; les traits comportementaux ne font pas partie de l'examen. Les traits morphologiques évalués sont comparés à ceux établis par l’arrêté du 27 avril 1999 et son annexe. Le vétérinaire, après avoir vérifié l'identification de l'animal, ses origines, et en se basant sur les traits du chien observé, rédige un constat qui indique si le chien répond ou non aux critères de l'arrêté de 1999,. Si l'animal ne correspond pas aux critères mentionnés, il n'est alors pas catégorisé et ne fait pas l'objet d'autres démarches.

## Formalités
La diagnose ne peut être effectuée que par un vétérinaire,. Elle peut être réalisée à la demande du propriétaire de l'animal, sur demande d'un juge, d'un assureur ou d'une maison de retraite, afin de déterminer si le chien appartient à un type catégorisé.
Avant l'âge de 8 mois, le chien ne peut pas être catégorisé sur la base I-CAD.

## Critiques
La législation présente des difficultés d'application en raison de l'emploi de critères raciaux et morphologiques peu précis. 